# Conformisme
Conformisme is het zich aanpassen aan het gedrag en aan de opvattingen die heersen in een bepaalde groep, met als doel het geaccepteerd worden door deze groep.

## Sociologie
Een groep wordt gekenmerkt door conformiteitsdwang (groepsdwang). Dit is de door de groep op het individu uitgeoefende dwang tot aanpassing aan de opvattingen en gedragsregels (mores) die binnen de groep heersen. Past een individu zich niet aan, dan loopt deze persoon het risico buiten de groep te worden gezet.
Mensen zijn sociale wezens en willen graag bij een groep horen, en relaties aangaan met andere mensen, bijvoorbeeld in een vriendenkring. Daarom beschikken zij over een conformiteitsdrang, de neiging om zich aan te passen. 
Conformisme kenmerkt kleine groepen, bijvoorbeeld een vriendenkring, alsook grotere gemeenschappen, bijvoorbeeld een bedrijf of een hele samenleving.
De Amerikaanse psycholoog Solomon Asch deed onderzoek naar conformisme, de zogenaamde overeenstemmingsexperimenten van Asch.

## Biologie
Colin G. DeYoung, Jordan Peterson en Daniel M. Higgins kwamen met een biologisch model voor persoonlijkheidstrekken α en β, twee clusters van de vijf factoren van de big five. De eerste hangt samen met serotonerge en de tweede met dopaminerge functies, die de onderzoekers respectievelijk stability en plasticity noemden. Stabiliteit zou conformisme bevorderen, terwijl plasticiteit dit juist vermindert. Grondige conformisten zouden daarom relatief stabiel zijn, maar ook minder in staat tot het zich aanpassen aan veranderingen.